# Alexander R. Markus
Alexander R. Markus (* 1962) ist ein Schweizer Rechtswissenschaftler.

## Leben
Alexander R. Markus erwarb an der Universität Bern 1988 das juristische Lizenziat, 1990 das Anwaltspatent des Kantons Zürich, 1996 den Dr. iur. an der Universität Bern (s.c.l.) und 2008 die Habilitation an der Universität Luzern.
Von 1991 bis 2008 war Alexander R. Markus beim Bundesamt für Justiz tätig, ab 1997 als Sektionschef, ab 2007 als Abteilungschef für Internationales Privatrecht. Seit 2008 ist er ordentlicher Professor für internationales und schweizerisches Zivilverfahrensrecht und internationales Privatrecht sowie Direktor des Instituts für internationales Privatrecht und Verfahrensrecht an der Universität Bern.
Seine Forschungsgebiete liegen im schweizerischen und internationalen Zivilverfahrensrecht, im internationalen Rechtshilferecht, im internationalen Schiedsverfahrensrecht sowie im internationalen Insolvenzrecht.

## Schriften (Auswahl)
- Internationales Zivilprozessrecht. 2. Aufl., Stämpfli Verlag, Bern 2020, ISBN 978-3-7272-1050-1.
- Schweizerisches Zivilprozessrecht mit Grundzügen des internationalen Zivilprozessrechts. 10. Aufl. des von Oscar Vogel begründeten Werks, Stämpfli Verlag, Bern 2018, ISBN 978-3-7272-2293-1 (zusammen mit Samuel P. Baumgartner, Annette Dolge und Karl Spühler).
- L'entraide judiciaire internationale en matière civile. Stämpfli Verlag, Bern 2014, ISBN 978-3-7272-2389-1 (zusammen mit Danielle Gauthey).
- Tendenzen beim materiellrechtlichen Vertragserfüllungsort im internationalen Zivilverfahrensrecht. Helbing Lichtenhahn, Basel/Genf/München 2009, ISBN 978-3-7190-2862-6.
- UNO-Konvention über unabhängige Garantien und stand-by letters of credit. (= Schweizer Schriften zum Bankrecht. Bd. 46.) Schulthess, Polygraph. Verlag, Zürich 1997.
- Lugano-Übereinkommen und SchKG-Zuständigkeiten: Provisorische Rechtsöffnung, Aberkennungsklage und Zahlungsbefehl. 2. Aufl., Helbing und Lichtenhahn, Basel 1997, ISBN 3-7190-1644-7.